# Gustavo Fernández (Fußballspieler, 1952)
Gustavo Fernández, vollständiger Name Gustavo Daniel Fernández Figueroa, (* 16. Februar 1952 in Montevideo) ist ein ehemaliger uruguayischer Fußballspieler.

## Karriere

### Verein
Torhüter Fernández spielte von 1973 bis 1975 in Primera División für Rentistas aus Montevideo. Sodann wechselte er nach Europa und schloss sich in Spanien dem FC Sevilla an. Dort lief er von 1975 bis 1980 insgesamt 56-mal in der höchsten spanischen Spielklasse auf. In der Saison 1980/81 folgten elf weitere Spiele für Real Murcia. Sodann gehörte er von 1982 bis 1984 dem Kader Peñarols in der Primera División an. Mit den Aurinegros gewann er in diesem Zeitraum 1982 die uruguayische Meisterschaft, die Copa Libertadores und den Weltpokal. Auch im Folgejahr erreichte er mit seiner Mannschaft die Finalspiele um die Copa Libertadores 1983. Dort unterlagen die Montevideaner jedoch gegen Grêmio Porto Alegre aus Brasilien.

### Nationalmannschaft
Fernández war Mitglied der A-Nationalmannschaft Uruguays, für die er zwischen dem 23. März 1974 und dem 8. Mai 1974 sechs Länderspiele absolvierte. In seiner Länderspielkarriere musste er sieben Gegentreffer hinnehmen. Fernández gehörte dem Aufgebot Uruguays bei der Weltmeisterschaft 1974 an. Dort kam er im Verlaufe des Wettbewerbs allerdings nicht zum Einsatz.

### Erfolge
- Weltpokal: 1982
- Copa Libertadores: 1982
- Uruguayischer Meister: 1982